# Jan Moritoen
Jan Moritoen (Brugge, 1355/1360 - 1412/1417) was een Brugs poorter, bontwerker en dichter, van wie de naam verbonden blijft met het Gruuthuse-handschrift.

## Levensloop
Jan Moritoen (ook Moriton, Moreton of Motun genoemd) werd waarschijnlijk geboren tussen 1350 en 1360. Na 1418 is geen informatie meer over hem in de archieven te vinden.
Zelf in Brugge geboren, was hij de zoon van de bontwerker Willem Moritoen (of Moriton), die waarschijnlijk van Schotse origine was. De studies uitgevoerd over de periode waarin Moritoen leefde, hebben doen uitschijnen dat hij een handelaar was die zoals zijn vader en zoals vele Schotten, voornamelijk in de bonthandel en -nijverheid actief was. In 1408 was hij deken van zijn ambacht.
In 1402 was hij gevestigd in de Pieter 's Grisenstraat in de Sint-Gilliswijk, waar vele bontverwerkers woonden. Het was ook een buurt van badstoven en bordelen, en zeker geen van de rijkere wijken van Brugge.
In 1405 werd hij benoemd tot deelman (een soort vrederechter op wijkniveau met jurisdictie in het domein van erfenissen, boedelscheidingen en het handhaven van de sociale orde) voor het Sint-Nicolaassestendeel Tussen 1408 en 1410 was hij dismeester van de armentafel (meester van het armenbestuur) van de Sint-Gilliskerk. Ook in 1408 werd hij benoemd tot deken van de lamwerkers (tak van de bontwerkers). In 1409 werd hij benoemd tot deken van de broodwegers In 1410 woonde hij in de Grauwwerkersstraat en was hij getrouwd met ene Kateline, waarschijnlijk een rijke weduwe.
Op latere leeftijd was hij ook nog lid van het gemeentebestuur van Brugge. In 1413-1414 was hij schepen en in 1414-1415 en 1416-1417 raadslid. Uit 1418 hebben we een document dat hem in de Sint-Gillis Nieuwstraat situeert en daarna verdwijnt hij uit de archieven.
Jan Moritoen was vanaf de late veertiende eeuw (ca. 1382) lid van het Gilde van Onze Lieve Vrouwe van Hulsterloo, dat verbonden was met het ambacht van de bontwerkers en waar ook andere dichters uit zijn omgeving lid van waren. Hij werd nog als dusdanig vermeld in 1410, waarschijnlijk bleef hij lid tot aan zijn dood.
Het gedicht III.13, O, overvloiende fonteine (43r), heeft in zijn laatste 11 regels een acrostichon met de naam Jan Moritoen. Hieruit besloten onderzoekers dat Jan Moritoen de auteur was van dit gedicht. K. Heeroma schreef in 1966 zelfs ongeveer alle liederen en gedichten toe aan deze Jan Moritoen. Herman Brinkman daarentegen meent dat het mogelijk is dat het gedicht in kwestie een poëtisch huwelijksaanzoek was en dat Jan Moritoen genoemd werd als de man die het huwelijksaanzoek deed en niet als de dichter.

## Dichter
Het beroemde Gruuthuse-handschrift, dat naar Lodewijk van Gruuthuse is genoemd, heeft alvast twee namen opgeleverd van dichters die eraan hebben meegewerkt: Jan van Hulst en Jan Moritoen.
Met relatief grote zekerheid is er maar één gedicht van de hand van Moritoen, omdat hij het met een acrostichon op zijn naam identificeerde, namelijk het gedicht 13 O overvloeiende fonteine. De literaire critici hebben uiteenlopende conclusies getrokken over het aantal gedichten dat aan Moritoen kan worden toegeschreven.

## Volkshogeschool Moritoen
Toen in 1968 in Brugge een volkshogeschool werd opgericht, stonden het pas gepubliceerde Gruuthusehandschrift en de bekende auteurs ervan, dankzij de publicatie van Heeroma, in de volle belangstelling. De stichters vonden dan ook dat Moritoen een uitstekende naam zou zijn. De naam werd het uithangbord voor een nieuwe vereniging die zich tot doel stelde veelzijdig cultureel, ondernemend en sociaalgericht actief te zijn en tevens voor alleman toegankelijk. Sindsdien organiseerde de vereniging jaar na jaar voor een breed publiek talloze bijeenkomsten en activiteiten van uiteenlopende aard.
Het ruime cursusaanbod voor volwassenen, ging van kunst, cultuur en actualiteit tot gezondheid en levensstijl.
Nadat de Vlaamse overheid in 2005 de volkshogescholen had 'genationaliseerd' en Moritoen zonder noemenswaardige overheidstussenkomsten diende verder te leven, kon met de hulp van vrijwilligers nog een achttal jaren actief worden verder gewerkt. Eind 2013 moest de vereniging vaststellen dat haar financiële reserves waren uitgeput en hief ze zichzelf op.

## Voetnoten
1. ↑  Een sestendeel (het zesde deel) was een kwartier of stadsgedeelte in middeleeuws Brugge. Er waren inderdaad zes kwartieren, St. Jans, St. Donaes, O.L. Vrauwe, St. Jacobs, St. Niclays en 's Carmers.
2. ↑  MNW (Middelnederlandsch Woordenboek. Red. E. Verwijs en J. Verdam. ’s-Gravenhage: Martinus Nijhoff, 1885-1952.), een stedelijk beambte belast met de ”zetting” en de keuring van het brood, teneinde te zorgen dat er geen slecht, te licht, te duur of buiten de stad gebakken brood verkocht werd.
3. ↑  Frits van Oostrom, Wereld in woorden, geschiedenis van de Nederlandse literatuur, 1300-1400, uitgeverij Bert Bakker, Amsterdam, 2013, p. 537.
4. ↑  Herman Brinkman, 2015, pp. 202-204